# V Australia
Virgin Australia International Airlines Pty Ltd, действовавшая как V Australia, — бывшая австралийская коммерческая авиакомпания со штаб-квартирой в Сиднее, работавшая в сфере дальнемагистральных международных авиаперевозок. Являлась дочерним предприятием крупного холдинга Virgin Blue Holdings.
4 мая 2011 года руководство управляющей компании Virgin Blue объявило о намерении слить все дочерние авиакомпании и привести все коммерческие операции под единую торговую марку Virgin Australia. Первоначально завершение данных процедур для V Australia планировалось осуществить к середине 2012 года, однако уже 11 декабря 2011 года было сообщено о полном прекращении операционной деятельности под торговой маркой V Australia.

## История

### Подготовительный этап

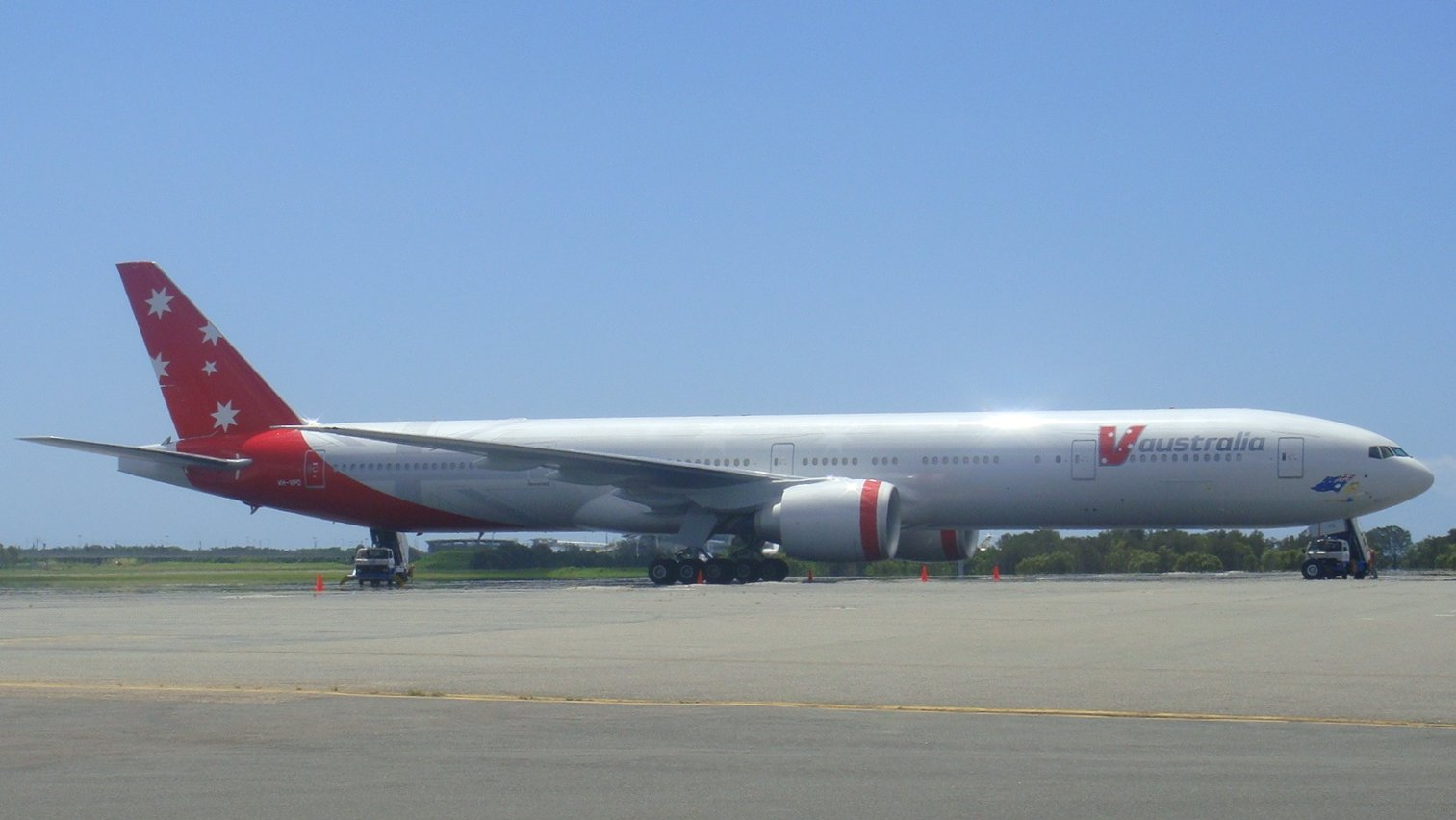
Boeing 777-300ER авиакомпании V Australia в Международном аэропорту Брисбена

В начале 2006 года холдинг Virgin Blue объявил о намерении запустить до семи регулярных еженедельных рейсов из Сиднея в Соединённые Штаты Америки, в качестве пунктов назначения при этом рассматривались Международный аэропорт Лос-Анджелеса и Международный аэропорт Сан-Франциско. 24 июля 2007 года компания получила официальное разрешение от австралийских властей на организацию десяти еженедельных рейсов из Австралии в США, а 15 февраля 2008 года данное разрешение было одобрено Министерством транспорта Соединённых Штатов в рамках подписанного между двумя странами «Соглашения об открытом небе», согласно которому и по постановлению австралийского Комитета по международным авиаперевозкам V Australia получала право на неограниченное число регулярных рейсов в США.
После утверждения Министерством транспорта США всех необходимых разрешительных документов V Australia открыла регулярные рейсы из аэропорта Сиднея в международный аэропорт Лос-Анджелеса, международный аэропорт Сан-Франциско, международный аэропорт Сиэтл/Такома, международный аэропорт Маккаран (Лас-Вегас) и международный аэропорт имени Джона Кеннеди (Нью-Йорк).

### Операционная деятельность
Для выполнения регулярных рейсов по международным маршрутам V Australia разместила заказ в компании Boeing на приобретение шести дальнемагистральных лайнеров Boeing 777-300ER. В ожидании поставки самолётов авиакомпания взяла в лизинг у Международной финансовой корпорации (ILFC) один Boeing 777-300ER, который был доставлен перевозчику в Сиэтл 26 января 2009 года. Самолёт перегонялся в Сидней через Лос-Анджелес, в пункте прибытия 9 февраля 2009 года его ожидала праздничная церемония с участием главы корпорации Virgin сэра Ричарда Брэнсона, актёров Холли Валанс и Джулиана Макмэхона. В 2010 году заказ на два из шести самолётов был реорганизован в поставку по схеме опциона со сроком исполнения в 2012 году.
27 февраля 2009 года V Australia начала выполнение коммерческих перевозок. 17 августа того же года авиакомпания объявила о намерении открыть регулярные маршруты между международными аэропортами Брисбена и Лос-Анджелеса, из Мельбурна в Йоханнесбург, Лос-Анджелес и Пхукет (Таиланд), из Брисбена в Пхукет, а также о планах запуска регулярных рейсов между Австралией и Фиджи. По сообщению Ричарда Брэнсона, в планы авиакомпании были включены новые маршруты между Австралией и Китаем.
26 августа 2010 года руководство авиакомпании заявило о прекращении вследствие убыточности регулярных рейсов в Йоханнесбург и Пхукет. При этом, освободившиеся операционные мощности с 24 февраля 2011 года были направлены на новый маршрут из Сиднея и Абу-Даби в рамках партнёрского соглашения между авиакомпаниями V Australia и Etihad Airways.

## Происхождение названия

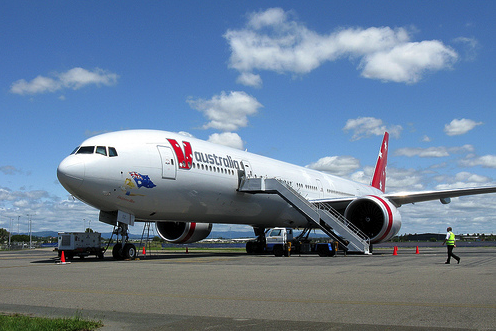
Первый самолёт Boeing 777-300ER авиакомпании V Australia, взятый в лизинг у корпорации ILFC. Международный аэропорт Брисбена

Официальное название авиакомпании было определено таким же образом, как и бренд холдинга Virgin Blue, а именно — путём опроса по выяснению общественного мнения. 25 июня 2007 года был проведён итоговый конкурс среди восьми отобранных вариантов:
- Matilda Blue
- V Australia
- Australia Blue
- Virgin Pacific
- Amelia Blue
- Didgeree Blue
- Liberty Blue
- Virgin Australia

Среди этих названий первоначально лидировали «Australia Blue», «V Australia» и «Virgin Pacific», даже несмотря на очевидный конфликт с последним брендом, название которого на международных направлениях использовала авиакомпания Singapore Airlines, имевшая крупную долю в Virgin Atlantic.
25 июля 2007 года авиахолдинг Virgin Blue объявил о выборе официального названия авиакомпании — V Australia.

## Сервисное обслуживание

### Классы пассажирских салонов

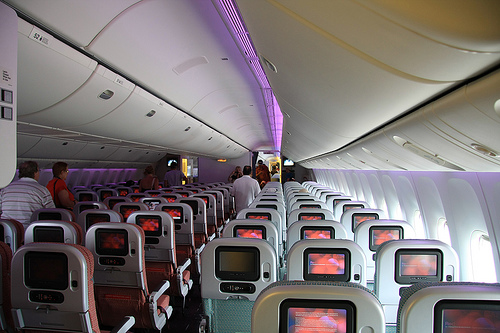
Салон класса International Economy лайнера Boeing 777-300ER авиакомпании V Australia

Пассажирские салоны самолётов Boeing 777-300ER авиакомпании V Australia компоновались в трёхклассной конфигурации: International Business Class («Международный бизнес-класс»), International Premium Economy Class («Международный премиальный экономический класс») и International Economy Class («Международный экономический класс»).
- пассажирские кресла салона International Business Class[19] компоновались по схеме 2-3-2, раскладываясь в полностью горизонтальное положение. Длина каждого сидения - 188 см, расстояние между креслами — 195 см. Пассажирские сидения оборудовались индивидуальными 12-дюймовыми сенсорными экранами PTV с системой AVOD развлечения в полёте, розетками электропитания для ноутбуков, USB-портами и лампами индивидуального освещения.
- салоны International Premium Economy Class[20] компоновались по схеме 2-4-2. Ряды кожаных кресел шириной 50 см были расположены на расстоянии 95 см друг от друга, оборудованы регулируемыми подголовниками и подставками для ног. Пассажирские места оснащались индивидуальными 10,6-дюймовыми сенсорными экранами PTV с системой AVOD развлечения в полёте, розетками электропитания для ноутбуков, USB-портами и лампами индивидуального освещения
- пассажирские салоны класса International Economy Class[21] самолётов Boeing 777-300ER были скомпонованы по схеме 3-3-3. Кресла имели размеры в длину 81 см, в ширину — 48 см. Пассажирские места были оснащены индивидуальными 9-дюймовыми сенсорными экранами PTV с системой AVOD развлечения в полёте, розетками электропитания для ноутбуков, USB-портами и лампами индивидуального освещения.

### Залы повышенной комфортности
Клиенты авиакомпании V Australia имели возможность воспользоваться услугами залов повышенной комфортности Velocity Frequent Flyer, которые принадлежат холдингу Virgin Blue. В залы имели бесплатный доступ пассажиры международного бизнес-класса, а также владельцы «золотого» статуса бонусной программы Velocity вне зависимости от класса авиабилета.
Услугами Velocity могли пользоваться пассажиры, путешествовавшие транзитом с международных рейсов V Australia на Virgin Australia в день транзитной пересадки между рейсами, при этом сервис был доступен по билетам бизнес- и премиального экономического классов.
К 2011 году авиакомпанией V Australia были заключены договоры на использование фирменных залов повышенной комфортности авиакомпании Air New Zealand («Koru Lounge») в аэропортах Сиднея, Мельбурна и Брисбена, авиакомпании Alaska Airlines («Boardroom Lounge») в терминале 3 международного аэропорта Лос-Анджелеса и авиакомпании Etihad Airways в международном аэропорту Абу-Даби.

## Флот

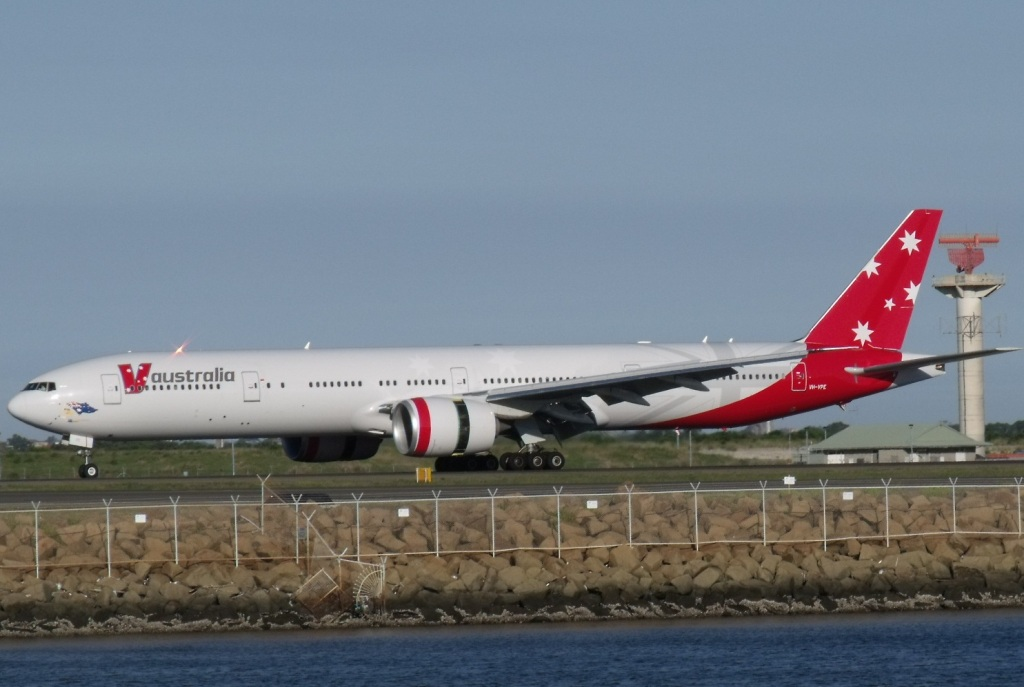
Boeing 777-300ER авиакомпании V Australia в международном аэропорту Сиднея

По состоянию на сентябрь 2011 года воздушный флот авиакомпании V Australia составляли следующие самолёты:

## Маршрутная сеть
В июле 2011 года маршрутная сеть регулярных пассажирских перевозок авиакомпании V Australia включала в себя следующие пункты назначения:
| Город        | Страна    | ИАТА | ИКАО | Аэропорт                             |
| Абу-Даби     | ОАЭ       | AUH  | OMAA | Международный аэропорт Абу-Даби      |
| Брисбен      | Австралия | BNE  | YBBN | Аэропорт Брисбен                     |
| Лос-Анджелес | США       | LAX  | KLAX | Международный аэропорт Лос-Анджелеса |
| Мельбурн     | Австралия | MEL  | YMML | Аэропорт Мельбурн                    |
| Сидней       | Австралия | SYD  | YSSY | Аэропорт Сиднея[хаб]                 |

### Прекращённые регулярные рейсы
Африка
- Южная Африка — Йоханнесбург[23]

Азия
- Таиланд — Пхукет[23]

Океания
- Фиджи — Нади[24]